# Wilkinson Microwave Anisotropy Probe
Wilkinson Microwave Anisotropy Probe (WMAP, früher MAP, auch Explorer 80) ist eine 2001 gestartete US-amerikanische Raumsonde, die bis 2010 in Betrieb war.

## Name und Mission
„MAP“ steht als Abkürzung für „Microwave Anisotropy Probe“ und dient zur Erforschung von Unregelmäßigkeiten in der kosmischen Hintergrundstrahlung. Von dieser Strahlung sollte eine Karte angefertigt werden, daher passt auch die Abkürzung „MAP“ (zu dt.: Karte). Im Dezember 2002 wurde die Sonde in „WMAP“ umbenannt, wobei das „W“ für den Physiker David Todd Wilkinson (1935–2002), einen der Entdecker bzw. Erforscher der kosmischen Hintergrundstrahlung steht.
WMAP ist der Nachfolger des Satelliten Cosmic Background Explorer (COBE), der bereits 1989 bis 1992 aus einem Erdorbit diese Strahlung erforschte. WMAP sollte eine um den Faktor 20 verbesserte Karte erstellen; tatsächlich wurde die Winkelauflösung um den Faktor 33 und die Empfindlichkeit um den Faktor 45 verbessert. Die Instrumente können Temperaturunterschiede im Bereich von 20 Millionstel Grad messen. Für WMAP wurde auch ein neuer Beobachtungsort ausgewählt: der sonnenabgewandte Lagrange-Punkt L2. Deshalb ist WMAP hier als Raumsonde und nicht als Satellit eingestuft. Die 840 kg schwere Sonde WMAP wird auch als „Explorer 80“ klassifiziert.
Nachfolgemission war von August 2009 bis Oktober 2013 die europäische Raumsonde Planck. Sie vermaß die Strahlung mit dreifacher Auflösung – bei besserer Ausblendung der Störstrahlung. Die WMAP-Mission ging jedoch noch bis 2010 weiter.
WMAP ist eine Kooperation zwischen der Universität Princeton (Verantwortlich: Lyman Page) und dem NASA Goddard Space Flight Center. Leiter des Projekts ist Charles L. Bennett. Leiter der Datenanalyse ist Gary Hinshaw.

## Beschreibung der Sonde

WMAP rotiert langsamer als in dieser Animation um die eigene Achse

WMAP ist eine Sonde, die sich in ca. 129 Sekunden um die eigene Achse dreht. Ihr Hauptkörper ist etwa turmförmig und trägt ein „Pseudo-Correlation-Radiometer“ genanntes Instrument, mit zwei Rückseite an Rückseite angebrachten Gregory-Antennen von 1,4 m × 1,6 m Hauptspiegelgröße. Die Sekundärspiegel sind 0,9 m × 1,0 m groß. Es misst auf den Frequenzen 22, 30, 40, 60 und 90 GHz. Die Signalanteile, die bei beiden Antennen identisch sind, werden nicht registriert. Das verbleibende Signal wird gemessen. Der Turm steht im Zentrum eines nahezu kreisrunden, ausklappbaren Sonnenschutzschirmes, dessen Speichen sechs Solarzellenflügel sind, deren Solarzellen auf der Unterseite angebracht sind. Die Unterseite des Sonnenschutzschirms ist ständig zur Sonne ausgerichtet, so dass er die Sonde von der Sonne abschirmt. Der eigentliche Sondenkörper befindet sich dadurch ständig im Schatten und hat deshalb eine sehr niedrige Gleichgewichtstemperatur zwischen der Wärmeerzeugung an Bord und der Wärmeabstrahlung in den Weltraum. Die Betriebstemperatur des Pseudo-Correlation-Radiometers beträgt dadurch zur Rauschunterdrückung weniger als 95 K (−178,15 °C).

## Verlauf der Mission

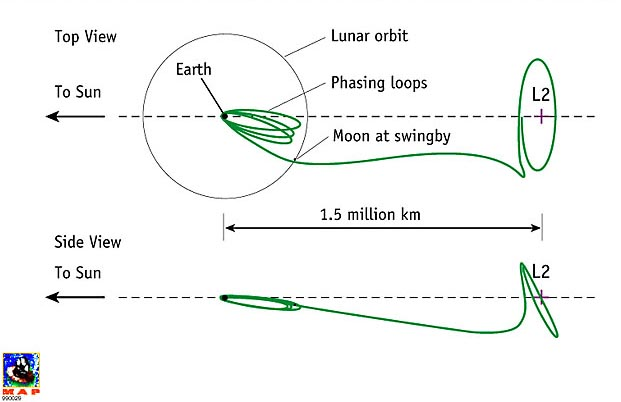
WMAPs Flug zu L2

WMAP startete am 30. Juni 2001 auf einer Delta-II-7425-10-Trägerrakete in eine hochelliptische Erdumlaufbahn, auf der sie drei Erdumläufe durchführte, bevor sie beim vierten Umlauf ein Swing-by-Manöver am Mond durchführte und Richtung L2 geschleudert wurde. In den Lissajous-Orbit um L2 trat die Sonde am 1. Oktober 2001 ein. Am 20. August 2010 sendete WMAP zum letzten Mal wissenschaftliche Daten und am 20. September wurden die Steuerdüsen gezündet, wodurch WMAP seinen Lissajous-Orbit um L2 verließ und inzwischen eine Parkbahn um die Sonne erreicht hat. Die NASA finanzierte die Datenauswertung jedoch noch zwei Jahre weiter.

## Ergebnisse

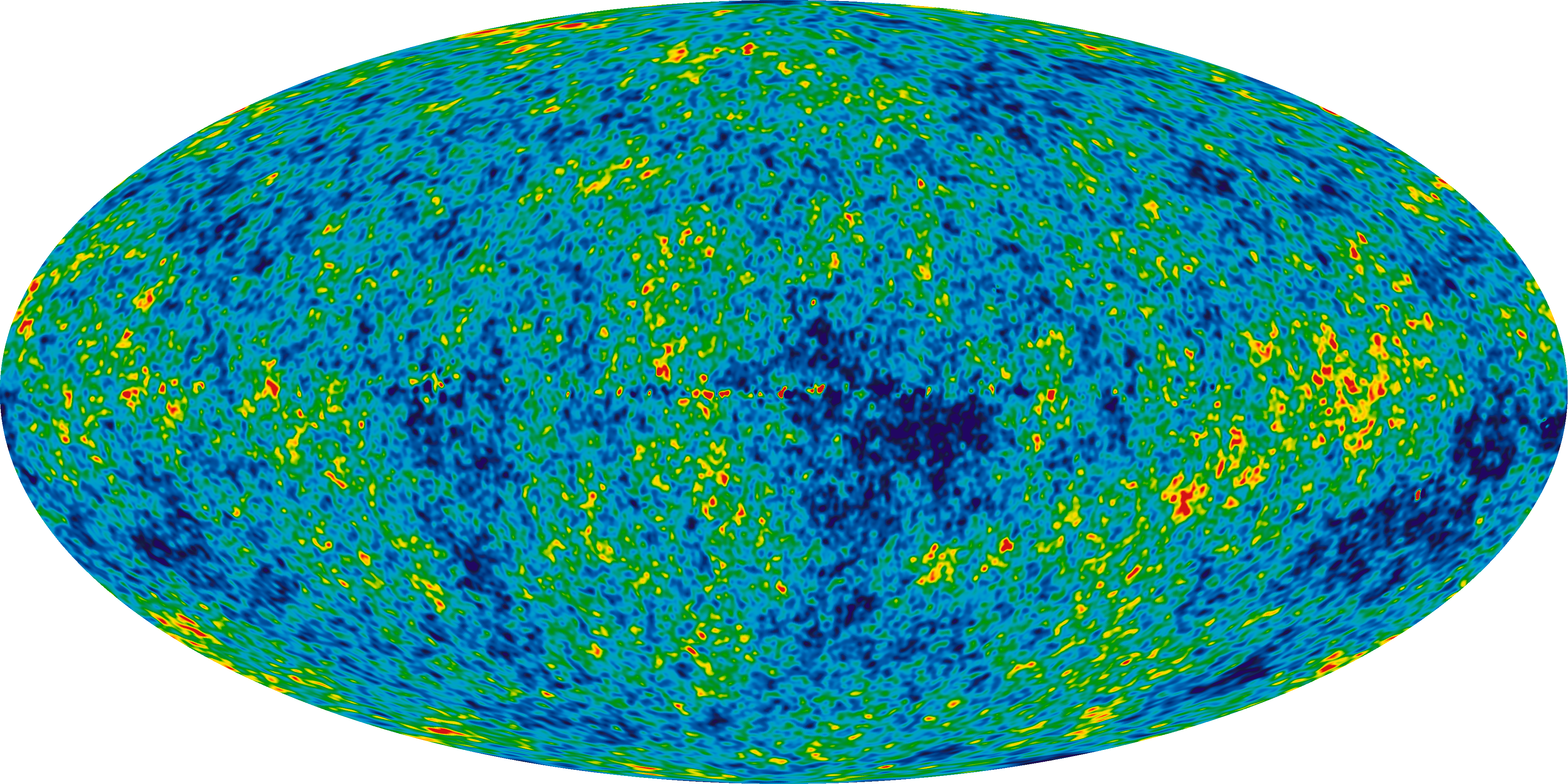
Temperaturschwankungen der kosmischen Hintergrundstrahlung, gemessen durch WMAP. Rot entspricht höheren Temperaturen, blau niedrigeren Temperaturen.

Hauptaufgabe von WMAP ist die Messung der Temperaturverteilung der kosmischen Hintergrundstrahlung (gemessen wird die Planck’sche Strahlungstemperatur). Die Messungen decken den gesamten Himmel ab. Die gemessenen Temperaturfluktuationen spiegeln die Materieverteilung im Universum zum Zeitpunkt der Entkopplung von Strahlung und Materie wenige hunderttausend Jahre nach dem vor etwa 13,7 Milliarden Jahren erfolgten Urknall wider. Die Strahlung ist insgesamt extrem homogen, die Schwankungen relativ zum Mittelwert, der gegenwärtig bei etwa 2,7 Kelvin liegt, betragen etwa 5·10−5. Die Ergebnisse von WMAP sind von herausragender Bedeutung für die Kosmologie:

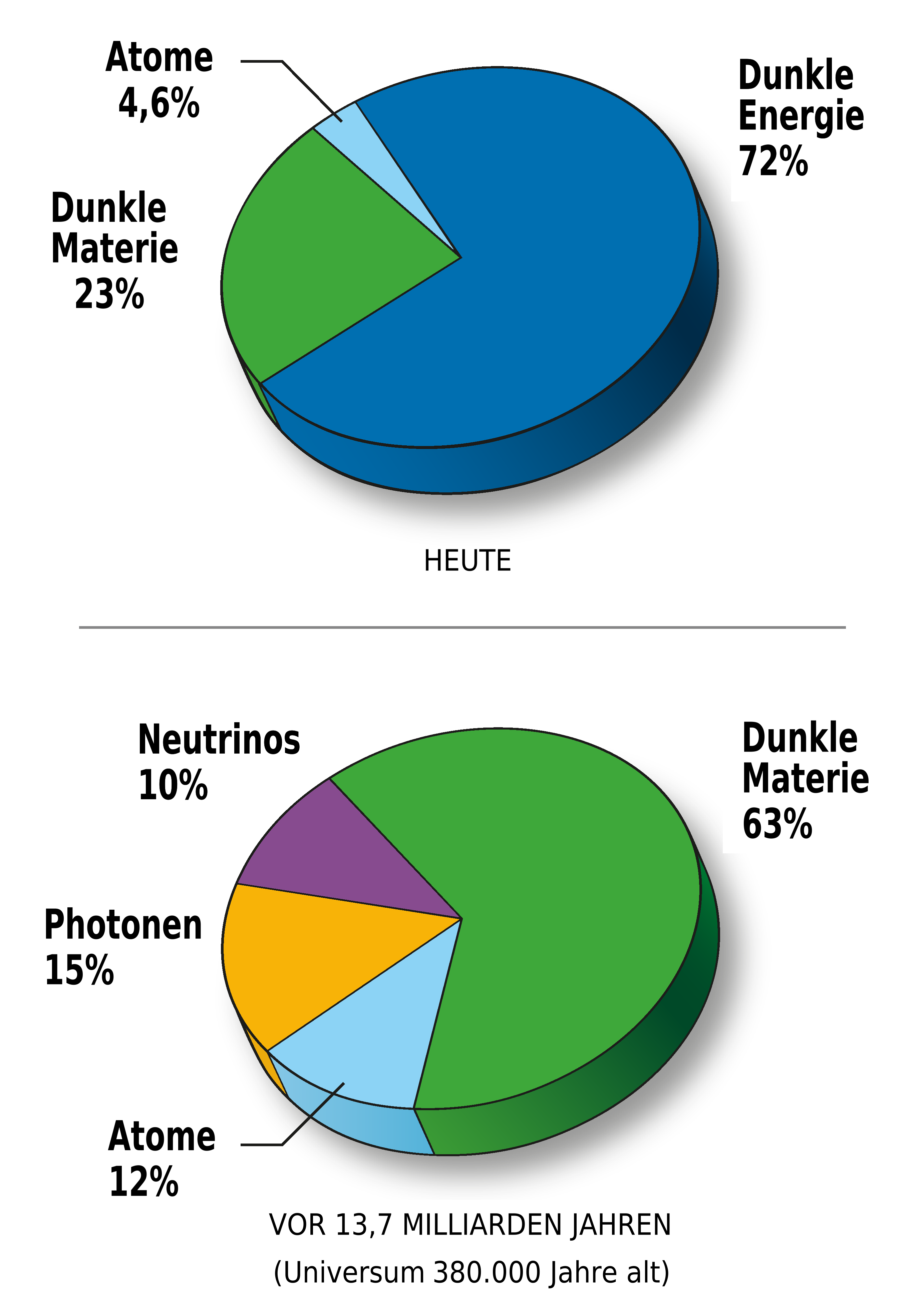
Materie- bzw. Energie-Anteil des Universums zum jetzigen Zeitpunkt (oben) und zur Entkopplungszeit (unten), 380.000 Jahre nach dem Urknall

- Zur Zusammensetzung des Universums ergibt WMAP Werte von 4,6 % konventioneller Materie, 23 % Dunkler Materie und 72 % Dunkler Energie (In der Frühphase des Universums war die Zusammensetzung anders.)
- Die Datenlage lässt auf ein Universum mit flacher (Euklidischer) räumlicher Geometrie schließen.
- Die Expansion des Universums dauert aufgrund des erheblichen Beitrages Dunkler Energie ewig an.
- Das Alter des Universums wird auf 13,7 Milliarden Jahre geschätzt.
- Erste Sterne gab es im Universum bereits vor 13,5 Milliarden Jahren.

## Auszeichnungen
- Charles L. Bennett, Gary Hinshaw, Lyman Page Jr., Norman Jarosik, David Spergel und dem WMAP-Team erhielten für 2018 den Breakthrough Prize in Fundamental Physics.